# Pilates
Pilates je posebna vrsta vaj za krepitev telesnih mišic. Iznašel jih je Joseph Hubert Pilates iz Mönchengladbacha, ki je to vadbo najprej poimenoval Contrology, ker naj bi pri izvajanju vaj s pomočjo duha kontrolirali mišice.

## Zgodovina metode
Joseph Hubert Pilates naj bi bil hkrati telovadec, potapljač, bodibilder, cirkusant, v Angliji naj bi celo delal kot poklicni boksar in treniral uslužbence Scotland Yarda v samoobrambi. Med prvo svetovno vojno je bil interniran. V tem času je začel razvijati celosten program vadbe, ki naj bi pripomogel k izboljšanju konstitucije in drže. Pri tem je upošteval svoje znanje vzhodnoazijskih vadb, joge in zenovske meditacije, ter upošteval tudi gibanje živali. S to svojo metodo je najprej poučeval sojetnike, ki so trenirali na jogijih.
Po vojni se je vrnil v Nemčijo in začel delati s pomembnimi ljudmi s področja vadbe, npr. Rudolfom von Labanom. Leta 1923 je emigriral v New York in si na Lebanovo pobudo v stavbi New York City Ballet odprl lasten studio, kar tudi pojasni sličnost metode s plesom. Sprva so pilates poleg športnikov izvajali plesalci in zvezde iz šovbiznisa. V zadnjih desetletjih 20. stoletja je pilates postal trend v fitnes studiih.

## Metoda
Pilates je celostna telesna vadba, ki nosi poudarek na težje dostopnih, manjših in šibkejših mišicah, ki pripomorejo k pravilni in zdravi telesni drži, krepitvi mišic in kardiovaskularnega sistema, izboljšani telesni pripravljenosti in koordinaciji, ter bolj poudarjenemu samozavedanju. Trening vključuje vaje za moč, raztezanje in dihanje. Vadba je primerna tudi za rehabilitacijo po poškodbah. 
Podlaga vsej vadbi je treniranje telesnega centra »(Powerhouse)«, ki zajema mišice spodnjega dela trupa: medenične, trebušne in hrbtne. Vse vaje se izvajajo počasi in tekoče, z upoštevanjem pravilnega dihanja. Tak način vadbe je blagodejen tako za mišice kot tudi za členke. Pilates zajema okoli 500 različnih vaj, ki služijo krepitvi in raztezanju mišic.

### Pomembni elementi
- Kontrola: pomembno je, da se vse vaje izvajajo s kontroliranimi gibi, tako da se okrepijo tudi najmanjše mišice.
- Koncentracija: s pomočjo pravilne koncentracije se uskladita duh in telo. Vsak gib naj bi se mentalno kontroliral, pri čemer smo pozorni na celo telo.
- Dihanje: zavestno dihanje ima pomembno vlogo, ki naj bi pomagalo proti napetostim in hkrati zviševalo zavedanje celega telesa. Zaradi tega se trenira dihanje s prepono.
- Center: se nanaša na telesno sredino, tako imenovani »powerhouse«, ki sega od prsnega koša do medenice in zajema vse pomembne organe. Krepitev mišic v centru krepi hrbet in ublaži tudi morebitne težave in hrbtne bolečine.
- Sprostitev: zavedno sproščanje naj bi pomagalo sprostiti zategnjene mišice. Vendar pri Pilatesu sprostitev ne pomeni nasprotja krčitve.
- Kontinuirano gibanje: vse vaje se izvajajo s tekočimi kontinuiranimi gibi, brez dolgih premorov. Pilates ne pozna nenadnih izoliranih gibov.
- Natančnost: Natančnost je del kontrole. Joseph Pilates je govoril, naj se koncentriramo na pravilno in natančno gibanje vsakič, kadar vadimo, drugače bomo vadili nepravilno in izgubili učinek treninga.
- Rednost: Vzpostavitev rednosti pri vadbi je bistvena za uspeh.
- Intuicija: Pilates je zavedanje telesa. Če se pojavi bolečina, je treba prilagoditi vajo.